# Асиповичи
Асиповичи (блр. Асіповічы; блр. Осипо́вичи) је град у централном делу Републие Белорусије и административно је део Асиповичком рејону Могиљовске области.
Према процени из 2012. у граду је живела 31.699 становника.

## Географија
Град се налази на око 136 км југозападно од административног центра рејона Могиљова, и на свега 3 км јужније од аутопута М5 који повезује Минск и Гомељ.

## Историја
Као службени датум оснивања града узима се 17. новембар 1872. када је основана железничка станица на Либаво-роменској железници која је повезивала балтичко приморје Руске Империје са Украјином. Станица је добила име по оближњем селу. У насељу је 1987. регистровано око 500 становника. Већ почетком XX века у насељу су постојале две пилане. Насеље улази у састав Совјетског Савеза у новембру 1917, а већ у фебруару 1918. окупиран је прво од стране пољске, а затим и немачке војске.
Насеље постаје рејонски центар у јулу 1924. године. Године 1926. имало је нешто преко 4.000 становника. Административни статус града има од 1935. године.
Град је био окупиран током Другог светског рата од стране Нацистичке Немачке. Окупација је трајала од јуна 1941. до јуна 1944. године. У време окупације јеврејска етничка заједница која је пре рата чинила 12,34% популације је уништена.
У близини града је 1953. године саграђено Асиповичко вештачко језеро и мања хидроелектрана. Према подацима пописа становништва из 1959. Асиповичи су имали нешто мање од 16.000 становника.

## Становништво
Према процени, у граду је 2012. живело 31.699 становника.
| 1979.  | 1989.  | 1999.  | 2009.  | 2012.  |
| ------ | ------ | ------ | ------ | ------ |
| 27.409 | 33.803 | 33.803 | 32.543 | 31.699 |